# Commelina benghalensis
Commelina benghalensis är en himmelsblomsväxtart som beskrevs av Carl von Linné. Commelina benghalensis ingår i släktet himmelsblommor, och familjen himmelsblomsväxter. IUCN kategoriserar arten globalt som livskraftig.

## Underarter
Arten delas in i följande underarter:
- C. b. benghalensis
- C. b. hirsuta

## Bildgalleri

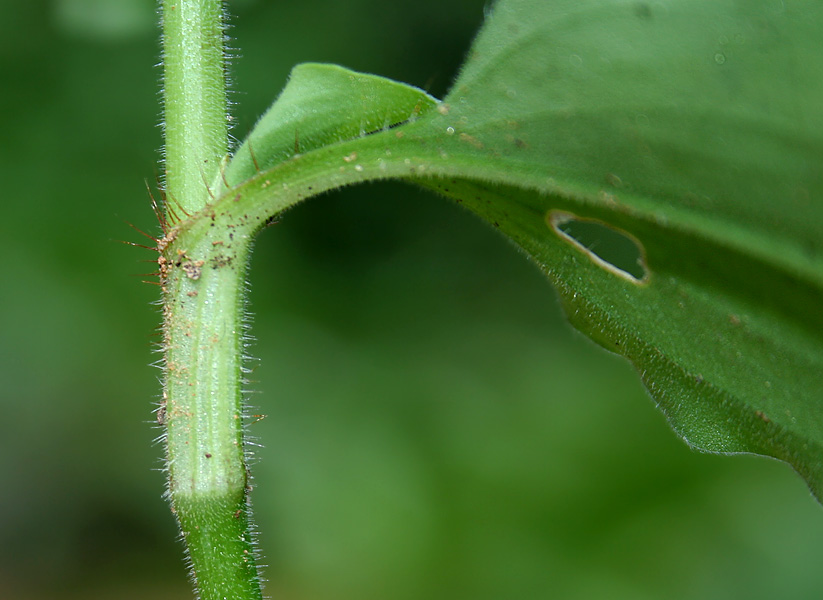